# Auriglobus nefastus
Auriglobus nefastus es una especie de peces de la familia Tetraodontidae en el orden de los Tetraodontiformes.

## Morfología
Los machos pueden llegar alcanzar los 13 cm de longitud total.

## Alimentació
Come  escamas de peces hueso.

## Hábitat
Es un pez de mar de clima tropical y demersal.

## Distribución geográfica
Se encuentran en Asia: desde la  cuenca del río Mekong hasta Indonesia.